# Salz (Baviera)
Salz è un comune tedesco di 2 292 abitanti, situato nel land della Baviera.